# Erik ten Hag
Erik ten Hag (tiếng Hà Lan: [tɛn ˈɦɑx] ten HAKH; sinh ngày 2 tháng 2 năm 1970) là một huấn luyện viên và cựu cầu thủ bóng đá chuyên nghiệp người Hà Lan hiện là huấn luyện viên trưởng của câu lạc bộ Bayer Leverkusen tại Giải bóng đá vô địch quốc gia Đức.
Khi còn là một cầu thủ, Ten Hag đã chơi ở vị trí trung vệ tại giải Eredivisie trong 13 năm, ra sân cho Twente (ba giai đoạn), De Graafschap, RKC Waalwijk và Utrecht. Anh ấy đã giành được Eerste Divisie 1990–91 với De Graafschap và KNVB Cup 2000–01 với Twente.
Năm 2012, Ten Hag được bổ nhiệm làm quản lý của Go Ahead Eagles ở Eerste Divisie. Ông tiếp tục huấn luyện Bayern Munich II từ tháng 6 năm 2013 đến năm 2015; trong thời gian làm huấn luyện viên Ten Hag đã dẫn dắt đội của mình đến Giải bóng đá vô địch Bayern.  Ten Hag sau đó trở thành giám đốc thể thao kiêm huấn luyện viên trưởng của Utrecht vào mùa hè năm 2013.  Vào tháng 12 năm 2017, ông được bổ nhiệm làm huấn luyện viên của Ajax, và vào năm 2019, ông đã dẫn dắt đội Ajax của mình lọt vào bán kết của UEFA Champions League 2018–19 lần đầu tiên kể từ năm 1997.  Anh ấy đã giành được chiếc cúp quản lý đầu tiên của mình với Ajax với KNVB Cup 2018–19,  tiếp theo là danh hiệu Eredivisie mang về cú đúp cho câu lạc bộ.  Vào năm 2021, Ten Hag đã dẫn dắt Ajax đạt kỷ lục kéo dài KNVB Cup lần thứ 20,  và vào tháng 1 năm 2022, ông trở thành huấn luyện viên đạt 100 trận thắng nhanh nhất trong lịch sử giải đấu với Ajax, đạt được thành tích sau 128 trận, trước khi chuyển đến Manchester United vào tháng 5 năm 2022.

## Tiểu sử
Ten Hag sinh ra ở Haaksbergen, Overijssel.

## Sự nghiệp thi đấu
Ten Hag từng chơi ở vị trí trung vệ cho FC Twente, De Graafschap, RKC Waalwijk và FC Utrecht. Ông đã có 3 lần khoác áo FC Twente vào những năm 1989–90, 1992–94, 1996–2002 và đã giành được Cúp KNVB trong mùa giải 2000–01.
Ten Hag cũng đã giành được chức vô địch Eerste Divisie (giải hạng 2 Hà Lan) khi thi đấu cho De Graafschap trong mùa giải 1990–91. Ông giải nghệ vào năm 2002 ở tuổi 32 trong màu áo FC Twente, sau khi mùa giải 2001–02 kết thúc.

## Sự nghiệp huấn luyện

### Khởi đầu sự nghiệp
Năm 2012, Ten Hag được Marc Overmars, bổ nhiệm làm huấn luyện viên của câu lạc bộ Go Ahead Eagles tại Eerste Divisie (giải hạng 2 Hà Lan). Trong mùa đầu tiên dẫn dắt Go Ahead Eagles, ông đã đưa câu lạc bộ lên chơi tại Eredivisie sau 17 năm.

Ông từng có quãng thời gian 2 năm làm huấn luyện viên đội 2 của Bayern Munich (Bayern Munich II) từ 6 tháng 6 năm 2013 đến năm 2015 trước khi câu lạc bộ bổ nhiệm Heiko Vogel làm huấn luyện trưởng. Trận đấu cuối cùng ông dẫn dắt câu lạc bộ là trận thua 1–0 trước Nürnberg II vào ngày 22 tháng 5 năm 2015. Trong 2 năm tại Đức, Ten Hag đã tích lũy được những kinh nghiệm quý báu khi thường xuyên được làm việc cùng Pep Guardiola (người được mệnh danh là một trong những huấn luyện viên bóng đá xuất sắc nhất thế giới). Ông từng chia sẻ rằng:
Tôi học được mọi thứ về phương pháp huấn luyện của Pep, từ cách ông ấy truyền bá triết lý trên sân tập, cách triển khai bóng, quá trình chuyển đổi trạng thái, tấn công. Ở tất cả các khâu, Pep đều huấn luyện các cầu thủ một cách kỹ lưỡng.
Michael Tarnat nhận xét về Ten Hag.

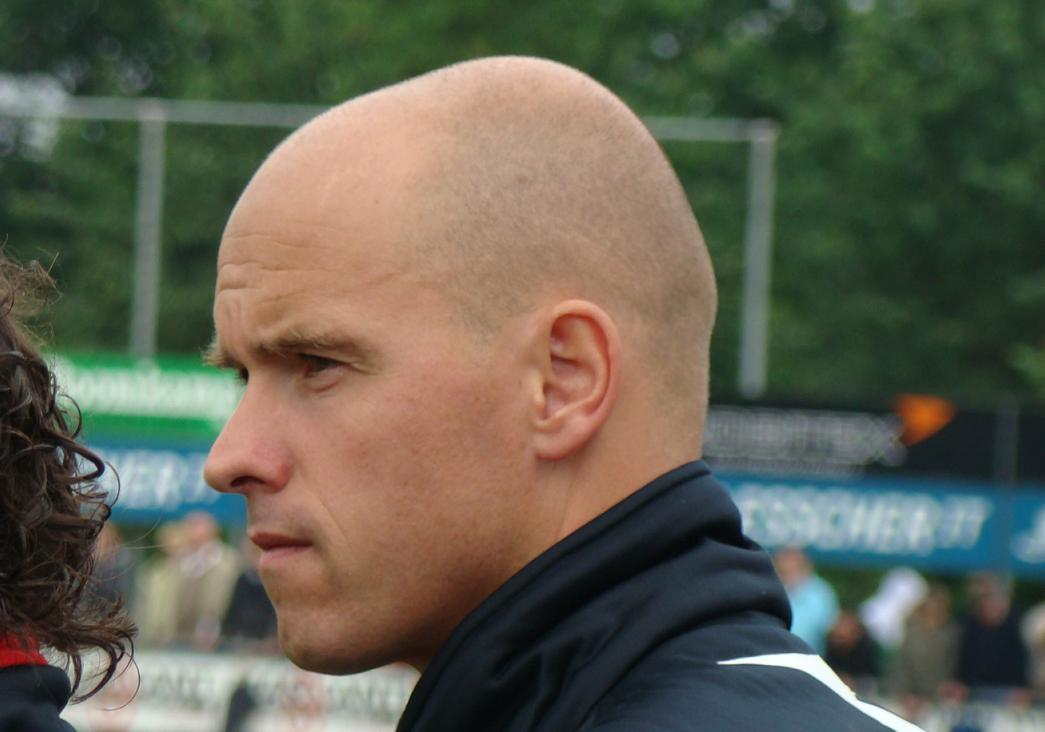
Ten Hag với Twente năm 2008

Khi đã hoàn thiện những triết lý bóng đá của riêng mình, ông quay trở về quê nhà Hà Lan và bắt đầu tạo dựng tiếng tăm. Mùa hè năm 2015, Ten Hag trở thành huấn luyện viên trưởng, kiêm giám đốc thể thao tại câu lạc bộ Utrecht, câu lạc bộ mà ông từng gắn bó trong giai đoạn làm cầu thủ. Trong mùa đầu tiên dẫn dắt câu lạc bộ, ông đã giúp Utrecht cán đích ở vị trí thứ 5. Kết thúc mùa giải 2016-2017, câu lạc bộ Utrecht cán đích ở vị trí thứ 4, giành một suất tham dự vòng loại UEFA Europa League.

### Ajax
Ngày 21 tháng 12 năm 2017, ông được bổ nhiệm ngồi vào ghế nóng của đội chủ sân Johan Cruyff Arena, sau khi câu lạc bộ sa thải huấn luyện viên Marcel Keizer. Sau khi trở thành huấn luyện viên của câu lạc bộ, ông đã có một cuộc cách mạng khi thay đổi lối chơi và làm mới lại đội hình. Năm 2019, ông đã tạo được tiếng vang lớn khi dẫn dắt đại diện thủ đô loạt vào bán kết UEFA Champions League kể từ năm 1997, sau khi đánh bại nhà đương kinh vô địch Real Madrid với tỷ số 4–1 trên sân vận động Santiago Bernabéu ở trận lượt về vòng 16 đội (lượt đi Ajax để thua 1–2 ngay trên sân nhà), sau đó đánh bại một đại diện đến từ nước Ý là Juventus với tỷ số 2–1 ở  trận lượt về sau khi hòa 1–1 ở trận lượt đi trên sân nhà, trước khi dừng bước trước Tottenham Hotspur, do thiếu may mắn. Ở trận lượt đi trên Sân vận động Tottenham Hotspur, ông dẫn dắt đội bóng giành chiến thắng với tỷ số 1–0. Tuy nhiên ở lượt về trên sân nhà, đội bóng của ông đã để thất bại 2–3 (tổng tỷ số sau hai loạt trận là 3–3), sau khi Lucas Moura lập cú một cú hat-trick trong hiệp hai cho Tottenham Hotspur, qua đó Tottenham Hotspur giành vé vào chơi trận chung kết do luật bàn thắng sân khách.
Ông giành được danh hiệu đầu tiên cùng với Ajax vào ngày 5 tháng 5 năm 2019 tại giải đấu Cúp Hiệp hội Bóng đá Hoàng gia Hà Lan, sau khi đánh bại Willem II trong trận chung kết. Chỉ 10 ngày sau đó, Ajax đã lên ngôi vô địch Eredivisie sau chiến thắng 4–1 trước câu lạc bộ De Graafschap mang về cú đúp cho câu lạc bộ.
Vào ngày 18 tháng 4 năm 2021, Ten Hag đã giúp câu lạc bộ giành Cúp Hiệp hội Bóng đá Hoàng gia Hà Lan lần thứ 20 trong lịch sử sau khi đánh bại Vitesse với tỷ số 2–1 trong trận chung kết, và giúp Ajax lên ngôi vô địch Eredivisie với 88 điểm. Hai tuần sau đó, Ten Hag gia hạn hợp đồng với câu lạc bộ đến hết mùa giải  2022–23. Vào ngày 16 tháng 1 năm 2022, Ten Hag trở thành nhà cầm quân đạt được mốc 100 trận thắng nhanh nhất trong lịch sử Ajax, ông chỉ cần 128 trận đấu để cán mốc 100 trận thắng, khi đội bóng đánh bại Utrecht với tỷ số 3–0 trên sân khách trong trận đấu ở vòng 19.

### Manchester United
Mới đây sau nhiều nỗ lực đàm phán, vào ngày 21 tháng 4 năm 2022, Manchester United đã có được chữ ký của Ten Hag vào mùa sau với bản hợp đồng kéo dài 3 năm đến tháng 6 năm 2025 với điều khoản gia hạn thêm 1 năm. Ten Hag đã bắt tay tái thiết United từ mùa hè với chuyến du đấu mùa hè ở Thái Lan và Úc mà vắng siêu sao Cristiano Ronaldo (báo chí đồn đại Ronaldo đã bỏ chuyến du đấu mùa hè để gây áp lực chuyển nhượng khỏi Manchester United), và đưa về United nhiều cái tên mới như Lisandro Martínez, Tyrell Malacia, Christian Eriksen, giữ lại những cầu thủ đã sa sút như Marcus Rashford, Anthony Martial.

#### Mùa giải 2022-2023: Khởi đầu thảm họa và tiến bộ
Ten Hag thua 2 trận đầu tiên bao gồm 1-2 trên sân nhà trước Brighton & Hove Albion vào ngày 7 tháng 8, và 0-4 trước Brentford sau đó 1 tuần. Hai trận thua đầu tiên khiến United nhận nhiều chỉ trích và nhiều người nghi ngờ về khả năng của ông. Sau hai trận thua này, ban lãnh đạo United đã thể hiện động thái ủng hộ ten Hag bằng việc đưa về Casemiro - một trong những tiền vệ phòng ngự hàng đầu thế giới của Real Madrid, và Antony- trò cũ ở Ajax Amsterdam.
Trận thua tan nát trước Brentford đã khiến ten Hag nổi giận với các cầu thủ và đã phạt cả đội chạy 13,8 km (quãng đường mà United chạy ít hơn Brentford ở trận thua 0-4) và bản thân ông cũng cùng chạy với các cầu thủ để cùng chịu án phạt. Kỷ luật của toàn đội bắt đầu được thiết lập và United đã thay đổi với việc giành chiến thắng 2-1 trên sân nhà trước đại kình địch Liverpool  đêm ngày 22 tháng 8 năm 2022. Kể từ trận đấu này, United đã hoàn toàn thay đổi với việc liên tục giành chiến thắng, như thắng Arsenal  3-1 ngày 5 tháng 9 năm 2022, hay thắng Tottenham Hotspur F.C. 2-0 ngày 19 tháng 10 năm 2022.United thất bại thảm hại 3-6 trước đội cùng thành phố Manchester City ở trận đấu lượt đi Ngoại hạng Anh ngày 3 tháng 10 năm 2022, nhưng đã giành chiến thắng thuyết phục 2-1 trên sân Old Trafford ở trận lượt về ngày 14 tháng 1 năm 2023. Ten Hag đã bắt đầu giúp United hình thành lối chơi kiểm soát bóng với phong độ cao ổn định của nhiều cầu thủ như Casemiro, Bruno Fernandes, Lisandro Martínez,.. đặc biệt là Marcus Rashford, cầu thủ đã tỏa sáng với phong độ ghi bàn ổn định liên tục trong thời gian dài. Ten Hag được cho là người đã giúp nhiều cầu thủ tiến bộ vượt bậc bên cạnh sự tỏa sáng của Marcus Rashford, như Diogo Dalot, Aaron Wan-Bissaka, Alejandro Garnacho hay Luke Shaw - người đã tỏa sáng rực rỡ dưới một vai trò mới - trung vệ.
Trước World Cup 2022, Cristiano Ronaldo đã lên sóng truyền hình với bài phỏng vấn với Piers Morgan chỉ trích lãnh đạo và ten Hag đã không tôn trọng anh. Sau đó, United đã chấm dứt hợp đồng của Ronaldo, và sau việc này, phòng thay đồ của United lại trở nên ổn định và đoàn kết hơn. Ông giúp Manchester United giành danh hiệu đầu tiên kể từ năm 2017 khi đánh bại Newcastle United 2-0 ở chung kết EFL Cup 2023. Tuy nhiên, trong trận đấu đầu tiên của họ sau khi nâng cao chiếc cúp, đội bóng của Ten Hag đã để thua với tỷ số 7–0 tại sân nhà Anfield của đối thủ Liverpool. Đó là thất bại nặng nề nhất trong lịch sử của trận đấu đó, cũng như thất bại nặng nề nhất của United từ trước đến nay và là lần đầu tiên họ để thủng lưới 7 bàn kể từ năm 1931. Tại đấu trường Europa League, đội dừng bước tại tứ kết với tỷ số chung cuộc 2-5 trước Sevilla.
Sau cùng, đội kết thúc mùa 2022-2023 ở vị trí thứ 3, và lọt vào chung kết FA Cup cùng với đội cùng thành phố Manchester City, nhưng thất bại với tỷ số 1-2. United được coi là đạt những bước tiến bộ đáng kể, với 41 trận thắng trong tổng số 62 trận đấu của cả mùa giải, trong đó bao gồm 27 trận thắng trên sân nhà - cân bằng với kỷ lục thiết lập ở mùa giải 2002-2003 dưới thời Sir Alex Ferguson. Ten Hag cũng được coi là cải thiện đáng kể điểm yếu ở hàng thủ United, với 28 trận giữ sạch lưới, trong đó 17 trận ở Ngoại hạng Anh giúp David de Gea đạt giải Găng tay vàng Giải bóng đá Ngoại hạng Anh trong mùa bóng.

#### Mùa bóng 2023-2024: Chấn thương và bất ổn
Mùa bóng thứ hai ông dẫn dắt United được khởi đầu bằng chiến thắng 1-0 trước Wolverhampton Wanderers  trong trận đầu tiên của Ngoại hạng ngày 14 tháng 8 năm 2023. Sự bất ổn bắt đầu xảy ra khi hàng loạt trụ cột bị chấn thương dài hạn như Lisandro Martínez, Luke Shaw, Tyrell Malacia, Aaron Wan-Bissaka, Casemiro, cùng với sự sa sút phong độ của những trụ cột khác như Marcus Rashford, Casemiro,.. dẫn đến United đã nhận nhiều thất bại và có khởi đầu mùa bóng tệ hại.
Ngày 1 tháng 11 năm 2023, United nhận thất bại 0-3 trên sân nhà trước Newcastle United ở vòng 4 Cúp EFL và chính thức bị loại khỏi giải đấu này. Tuy nhiên, cho tới ngày 11 tháng 11 năm 2023, chiến thắng 1-0 trước Luton Town ở vòng 12 đã đánh dấu 30 trận thắng trong số 50 trận đấu đầu tiên của ông tại Ngoại hạng Anh, và là huấn luyện viên có thành tích tốt thứ 2 của United trong 50 trận đấu đầu tiên ở Ngoại hạng Anh.
Sự bất ổn bắt đầu giảm xuống khi một số trụ cột chấn thương thi đấu trở lại, như Luke Shaw, cùng với việc Harry Maguire duy trì phong độ tốt. United có tháng 11 xuất sắc khi giành chiến thắng ở tất cả các trận đấu ở Ngoại hạng và có được ba giải thưởng cá nhân từ Ngoại hạng Anh cho tháng 11: ten Hag nhận giải huấn luyện viên xuất sắc nhất, Harry Maguire cho giải thưởng cầu thủ xuất sắc nhất, và Alejandro Garnacho nhận giải bàn thắng đẹp nhất tháng. Thế nhưng trận thua 0-1 trước Newcastle United ngày 2 tháng 12 ở vòng đấu thứ 14 lại thổi bùng những tin tức bất lợi cho ten Hag từ truyền thông. Nhiều tờ báo đã đăng lên rằng ten Hag đã không được các cầu thủ ủng hộ vì sai lầm trong chuyển nhượng và chiến thuật. Tuy nhiên United đã ra động thái ủng hộ ten Hag bằng việc cấm các phóng viên các báo này (bao gồm Samuel Luckhurst của tờ Manchester Evening News, Kaveh Solhekhol của Sky Sports, David McDonnell của The Mirror và Rob Dawson của ESPN), và phản bác các thông tin từ những phóng viên này. Ngay sau đó, United quay trở lại mạch thắng trận với chiến thắng thuyết phục 2-1 trước Chelsea trong trận đấu thuộc vòng 15 đêm ngày 6 tháng 12 năm 2023 nhờ cú đúp của Scott McTominay. Mùa giải này chứng kiến đội đứng chót bảng Champions League, đứng thứ 8 Ngoại hạng Anh với 60 điểm cùng hiệu số -1, nhưng vẫn kịp kết thúc mùa giải với Cup FA thứ 13 khi đánh bại Manchester City với tỷ số 2-1, qua đó đoạt vé dự Europa League.

### 2024
Vào ngày 4 tháng 7 năm 2024, Manchester United đã gia hạn hợp đồng thêm hai năm với Ten Hag để giữ ông ở lại câu lạc bộ cho đến năm 2026. Cựu tiền đạo của Manchester United là Ruud van Nistelrooy và René Hake gia nhập với tư cách là trợ lý huấn luyện viên thay thế cho Mitchell van der Gaag. Huấn luyện viên Steve McClaren cũng từ bỏ vai trò của mình tại United để đảm nhận vị trí huấn luyện viên của Jamaica.
Manchester United bắt đầu mùa giải 2024–25 với trận đấu gặp Manchester City tại FA Community Shield 2024, nơi họ nhận thất bại 6–7 trong loạt sút luân lưu. Vào tháng 10 năm 2024, sau khi không thể giành chiến thắng trước Porto tại Europa League và Aston Villa tại Premier League trong cùng một tuần cộng thêm việc United chỉ xếp thứ 14 trên bảng xếp hạng Premier League với tám điểm sau sáu trận, khởi đầu tệ hại nhất của câu lạc bộ từ mùa giải 1989–90, BBC đã hỏi rằng liệu thành tích bết bát ấy của đội bóng có xứng đáng để sa thải Ten Hag không.
Vào ngày 28/10, Manchester United quyết định sa thải Erik Ten Hag sau chuỗi thành tích nghèo nàn ở giai đoạn đầu mùa giải 2024-25, kết thúc hơn 2 năm làm việc tại Old Trafford của chiến lược gia người Hà Lan.  Trận đấu cuối cùng của ông với "Quỷ đỏ" là trận thua tại Premier League trước West Ham United vào ngày 27/10. Thất bại trước West Ham khiến đội tụt xuống vị trí thứ 14 trên bảng xếp hạng Premier League, kém 7 điểm so với nhóm giành quyền tham dự Champions League. Man Utd chỉ giành 3 chiến thắng trong 9 trận đấu tại giải đấu và chỉ 4 chiến thắng trong 14 trận trên mọi đấu trường.

## Thống kê sự nghiệp
| Câu lạc bộ          | Mùa giải            | Giải đấu            | Giải đấu | Giải đấu | KNVB Cup | KNVB Cup | Châu lục | Châu lục | Khác | Khác | Tổng cộng | Tổng cộng |
| Câu lạc bộ          | Mùa giải            | Hạng đấu            | Trận     | Bàn      | Trận     | Bàn      | Trận     | Bàn      | Trận | Bàn  | Trận      | Bàn       |
| ------------------- | ------------------- | ------------------- | -------- | -------- | -------- | -------- | -------- | -------- | ---- | ---- | --------- | --------- |
| Twente              | 1989–90             | Eredivisie          | 14       | 0        |          |          | 0        | 0        | —    | —    | 14        | 0         |
| De Graafschap       | 1990–91             | Eerste Divisie      | 37       | 5        |          |          | —        | —        | —    | —    | 37        | 5         |
| De Graafschap       | 1991–92             | Eredivisie          | 17       | 1        |          |          | —        | —        | —    | —    | 17        | 1         |
| De Graafschap       | Tổng cộng           | Tổng cộng           | 54       | 6        |          |          | —        | —        | —    | —    | 54        | 6         |
| Twente              | 1992–93             | Eredivisie          | 24       | 1        |          |          | —        | —        | —    | —    | 24        | 1         |
| Twente              | 1993–94             | Eredivisie          | 21       | 1        |          |          | 1        | 0        | —    | —    | 22        | 1         |
| Twente              | Tổng cộng           | Tổng cộng           | 45       | 2        |          |          | 1        | 0        | —    | —    | 46        | 2         |
| RKC Waalwijk        | 1994–95             | Eredivisie          | 31       | 2        |          |          | —        | —        | —    | —    | 31        | 2         |
| Utrecht             | 1995–96             | Eredivisie          | 30       | 2        |          |          | —        | —        | —    | —    | 30        | 2         |
| Twente              | 1996–97             | Eredivisie          | 26       | 1        |          |          | —        | —        | —    | —    | 26        | 1         |
| Twente              | 1997–98             | Eredivisie          | 33       | 0        |          |          | 5        | 0        | —    | —    | 38        | 0         |
| Twente              | 1998–99             | Eredivisie          | 29       | 0        |          |          | 4        | 0        | —    | —    | 33        | 0         |
| Twente              | 1999–2000           | Eredivisie          | 30       | 2        |          |          | —        | —        | —    | —    | 30        | 2         |
| Twente              | 2000–01             | Eredivisie          | 28       | 0        |          |          | —        | —        | —    | —    | 28        | 0         |
| Twente              | 2001–02             | Eredivisie          | 16       | 0        |          |          | 2        | 0        | 1    | 0    | 19        | 0         |
| Twente              | Tổng cộng           | Tổng cộng           | 162      | 3        |          |          | 11       | 0        | 1    | 0    | 174       | 3         |
| Tổng cộng sự nghiệp | Tổng cộng sự nghiệp | Tổng cộng sự nghiệp | 336      | 15       |          |          | 12       | 0        | 1    | 0    | 349       | 15        |

1. 1 2 3  Ra sân tại UEFA Cup
2. ↑  Ra sân tại UEFA Intertoto Cup
3. ↑  Ra sân tại Johan Cruyff Shield

## Thống kê sự nghiệp huấn luyện
Tính đến 3 tháng 6 năm 2023
| Đội bóng          | Từ                   | Đến                  | Thống kê | Thống kê | Thống kê | Thống kê | Thống kê      |
| Đội bóng          | Từ                   | Đến                  | Số trận  | Thắng    | Hòa      | Thua     | Tỉ lệ thắng % |
| ----------------- | -------------------- | -------------------- | -------- | -------- | -------- | -------- | ------------- |
| Go Ahead Eagles   | 1 tháng 7 năm 2012   | 6 tháng 6 năm 2013   | 39       | 18       | 11       | 10       | 046,2         |
| Bayern Munich II  | 6 tháng 6 năm 2013   | 22 tháng 5 năm 2015  | 72       | 48       | 10       | 14       | 066,7         |
| Utrecht           | 23 tháng 5 năm 2015  | 27 tháng 12 năm 2017 | 111      | 56       | 26       | 29       | 050,5         |
| Ajax              | 28 tháng 12 năm 2017 | 15 tháng 5 năm 2022  | 215      | 158      | 28       | 29       | 073,5         |
| Manchester United | 23 tháng 5 năm 2022  | 28 tháng 10 năm 2024 | 62       | 41       | 9        | 12       | 066,1         |
| Total             | Total                | Total                | 499      | 321      | 84       | 94       | 064,3         |

## Danh hiệu

### Cầu thủ
De Graafschap
- Eerste Divisie: 1990–91[72]

Twente
- KNVB Cup: 2000–01[72]

### Huấn luyện viên
Bayern Munich II
- Regionalliga Bayern: 2013–14[73]

Ajax
- Eredivisie: 2018–19,[13] 2020–21[15]
- KNVB Cup: 2018–19,[13] 2020–21[14]
- Johan Cruyff Shield: 2019[74]

Manchester United
- FA Cup: 2023–24
- EFL Cup: 2022–23[75]

Cá nhân
- Rinus Michels Award: 2015–16, 2018–19, 2020–21[76]